# Roupala complicata
Roupala complicata är en tvåhjärtbladig växtart som beskrevs av Jean Jules Linden. Roupala complicata ingår i släktet Roupala och familjen Proteaceae. Inga underarter finns listade i Catalogue of Life.